# 神の国 (アウグスティヌス)

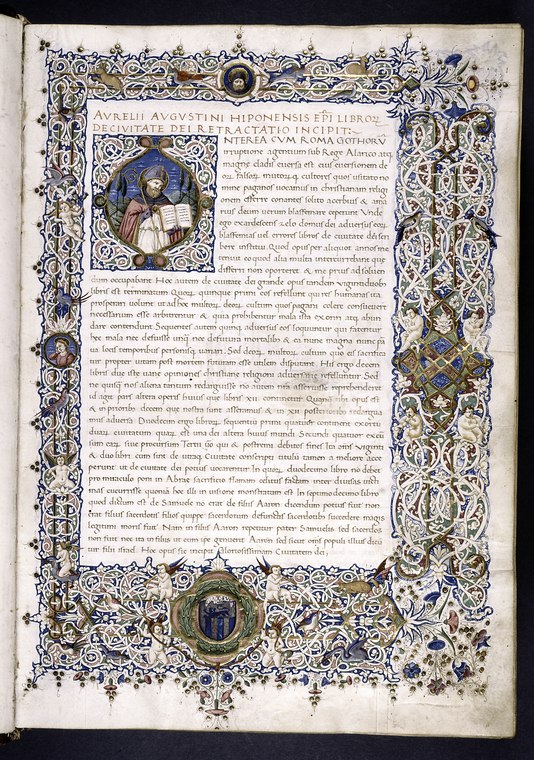
『神の国』冒頭部分、1470年製作本

『神の国』（かみのくに、ラテン語：De Civitate Dei contra Paganos 異教に対する神の国）は、5世紀初頭に書かれたアウグスティヌス後期の主要著作である。
世界の創造以来の歴史を、地の国とそれに覆われ隠されている神の国の二つの歴史として叙述する。全22巻より成り、前半10巻で地の国を、後半12巻で神の国を論ずる。アウグスティヌスは410年のゴート族によるローマ陥落を機に噴出したキリスト教への非難に、この著作によって応えた。

## 構成

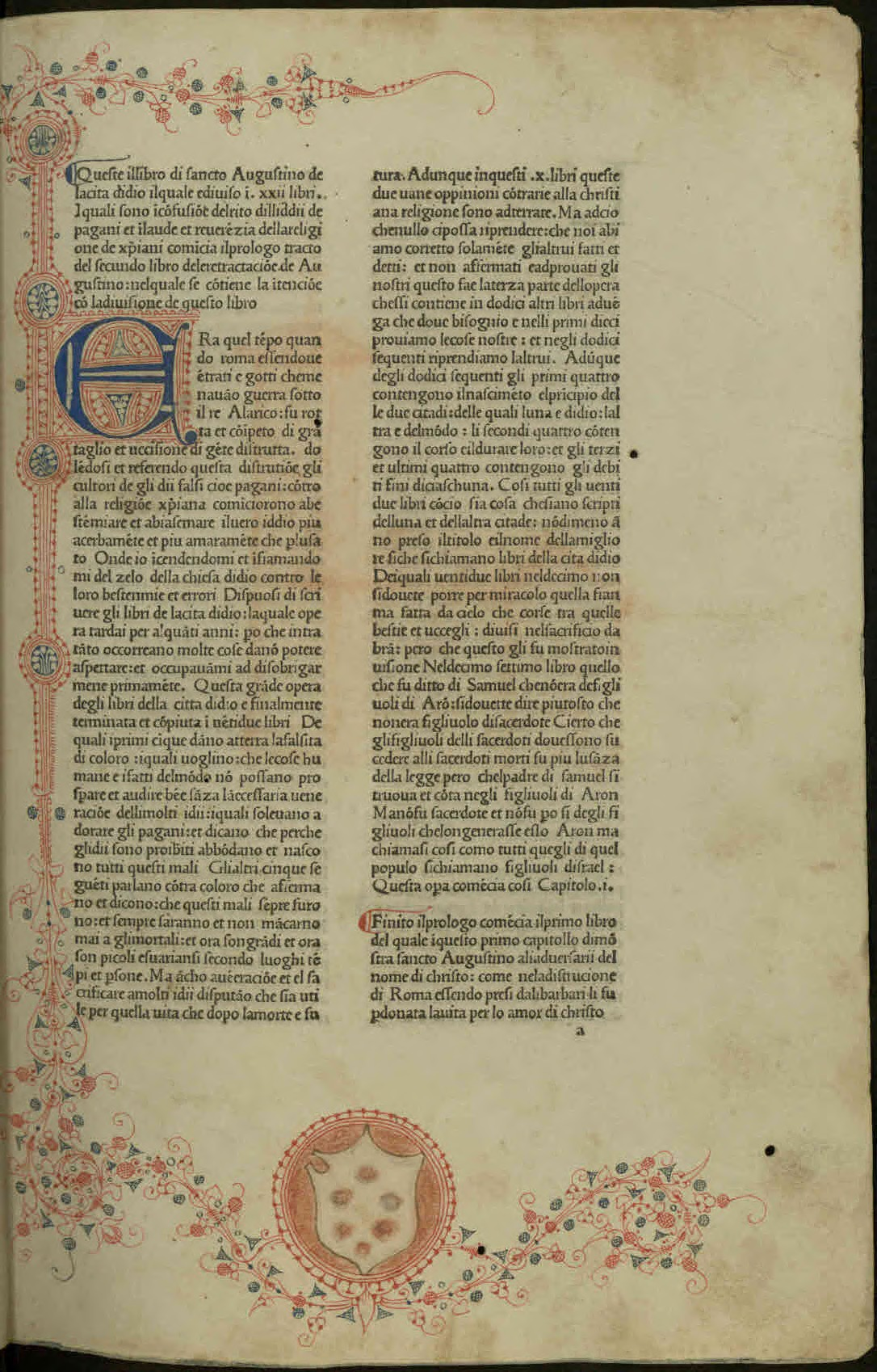
De civitate Dei, 1483

全22巻から成り、第1巻から第10巻までの第1部と、第11巻から第22巻までの第2部に大別される。
- 第1部
  - 第1巻-第5巻 : ローマへの批判
  - 第6巻-第10巻 : 異教徒の哲学への批判
- 第2部
  - 第11巻-第14巻 : 2つの国の起源
  - 第15巻-第18巻 : その歴史・進展
  - 第19巻-第22巻 : 待ち受ける運命

## 内容

### 第1巻-第5巻
第1巻
マルセリヌスの求めに応じ、神の国を創立者である真の神を誹謗する異教徒たちに対して弁護すると述べる。神の国の最高の法は、「神はおごるものに抗い、へりくだる者に恩寵を給う」ところにある。偶像教は道徳を支持するどころか、背徳汚行を宗教的行事において是認推奨している。また、異教徒によるクリスチャンへの迫害、クリスチャン婦女への暴行について考察する。
第2巻
ローマの歴史を考察し、キリスト教の広まる前、偶像教の神々が崇拝されていた時、ローマに多くの災害があったと指摘する。その災害の第一は、道徳的堕落である。これらの神々は、いまだかつてローマ人に道徳を与えなかったばかりでなく、淫猥な祭典すら要求した。アウグスティヌスは彼らの女神の祭礼について描写し、このような醜悪な祭典を好む神々は、不浄の汚鬼に違いないと断言する。アウグスティヌスの訴えは、異教を捨てて、キリスト教に回心しなければならない。神々は悪霊だというものである。
第3巻
ローマの歴史。異教崇拝の時期にも、戦争や災害は多かった。
第4巻
ローマの発展は真の意味においては、神々ではなく、唯一真の神の御旨によると述べる。ユダヤ人が世界に散らされたのは、これによって、虚偽の神々の偶像、祭壇神殿等が、毀たれるためである。
第5巻
アウグスティヌスは偉大なローマの魂を、キリスト教の信仰のために死をも辞さなかった殉教者の群れのうちに発見する。

### 第6巻-第10巻
第6巻
異教の神々への崇拝は、現世にも来世にも役にたたない。
第7巻
ユピテルなどの異教神からは、永遠の命は与えられない。
第8巻
ギリシア哲学史。最高善は神であるとしたプラトン神学の優秀さと限界。
第9巻
ダイモーンは神と人を仲介できるか。キリストのみが仲介できる。
第10巻
礼拝の意味。真の救いはキリストによる。それ以外の犠牲は必要ない。

### 第11巻-第14巻
第11巻
世界の創造時の、神の国と、堕天使による地の国の起源。
第12巻
悪はどこから来たか。悪は意志から起こる。神は人を創造し、人の罪と救済を予見した。
第13巻
アダムの原罪の問題。人間の罪と、その刑罰として人間に与えられる死について。
第14巻
地の国は自己への愛から、神の国は神への愛から生まれた。

### 第15巻-第18巻
第15巻
弟を殺したカインから地の国が始まった。ノアの方舟は神の国の象徴。 
第16巻
アブラハムの子孫に神の国は保存された。ダビデの即位まで。
第17巻
イスラエル王国の経過。ダビデとソロモン作の各書の預言。
第18巻
異邦の歴史。預言者たち。キリスト教会の誕生と迫害。地上で神の国と地の国がせめぎあう。

### 第19巻-第22巻
第19巻
最高善は永遠の生命と平和である。神の国にはそれが来る。地の国には第二の死が来る。
第20巻
最後の審判が来る。黙示録を解説。新たなエルサレムが天から下る。
第21巻
悪魔の国の終焉、すなわち永遠の刑罰について。
第22巻
聖徒に対する永遠の祝福と他の者にたいする永遠の刑罰の約束について。天において聖徒は罪を犯すことのできない自由意志を受ける。祝福された者は自分自身について知るとともに、滅ぼされた者たちの永遠の苦しみを知る。

## 書誌情報
- 「抄録神の国」-『世界大思想全集 第52』野々村戒三編訳、春秋社、1929年。
- 『神の国』J・W・C・ワンド編、出村彰訳、日本基督教団出版局、1968年。
- 『神の国 1』服部英次郎・藤本雄三訳、岩波書店〈岩波文庫 青805-3〉、1982年3月。ISBN 4-00-338053-3。
- 『神の国 2』服部英次郎・藤本雄三訳、岩波書店〈岩波文庫 青805-4〉、1982年12月。ISBN 4-00-338054-1。
- 『神の国 3』服部英次郎・藤本雄三訳、岩波書店〈岩波文庫 青805-5〉、1983年7月。ISBN 4-00-338055-X。
- 『神の国 4』服部英次郎・藤本雄三訳、岩波書店〈岩波文庫 青805-6〉、1986年6月。ISBN 4-00-338056-8。
- 『神の国 5』服部英次郎・藤本雄三訳、岩波書店〈岩波文庫 青805-7〉、1991年4月。ISBN 4-00-338057-6。
- 「神の国（1）第1-5巻」-『アウグスティヌス著作集 第11巻』赤木善光・泉治典・金子晴勇訳、教文館、1980年9月。
- 「神の国（2）第6-10巻」-『アウグスティヌス著作集 第12巻』茂泉昭男・野町啓訳、教文館、1982年2月。
- 「神の国（3）第11-14巻」-『アウグスティヌス著作集 第13巻』泉治典訳、教文館、1981年6月。
- 「神の国（4）第15-18巻」-『アウグスティヌス著作集 第14巻』大島春子・岡野昌雄訳、教文館、1980年12月。
- 「神の国（5）第19-22巻」-『アウグスティヌス著作集 第15巻』松田禎二・岡野昌雄・泉治典訳、教文館、1983年11月。

### 関連文献
- エティエンヌ・ジルソン『「神の国」論　アウグスティヌス、平和と秩序』藤本雄三訳・解説、行路社、1995年5月。
- アルバン・イシドア・シュトルツ『聖アウグスティヌスの哲学』藤本雄三訳、南窓社〈キリスト教歴史双書 15〉、1995年12月。ISBN 4-8165-0159-2。
- 柴田平三郎 『アウグスティヌスの政治思想　「神国論」研究序説』 未來社、1985年
- 矢内原忠雄 『アウグスチヌス 神の国　土曜学校講義2』 矢内原伊作・藤田若雄編、みすず書房、1971年、復刊1998年